# Burmistrzowie i prezydenci Bydgoszczy

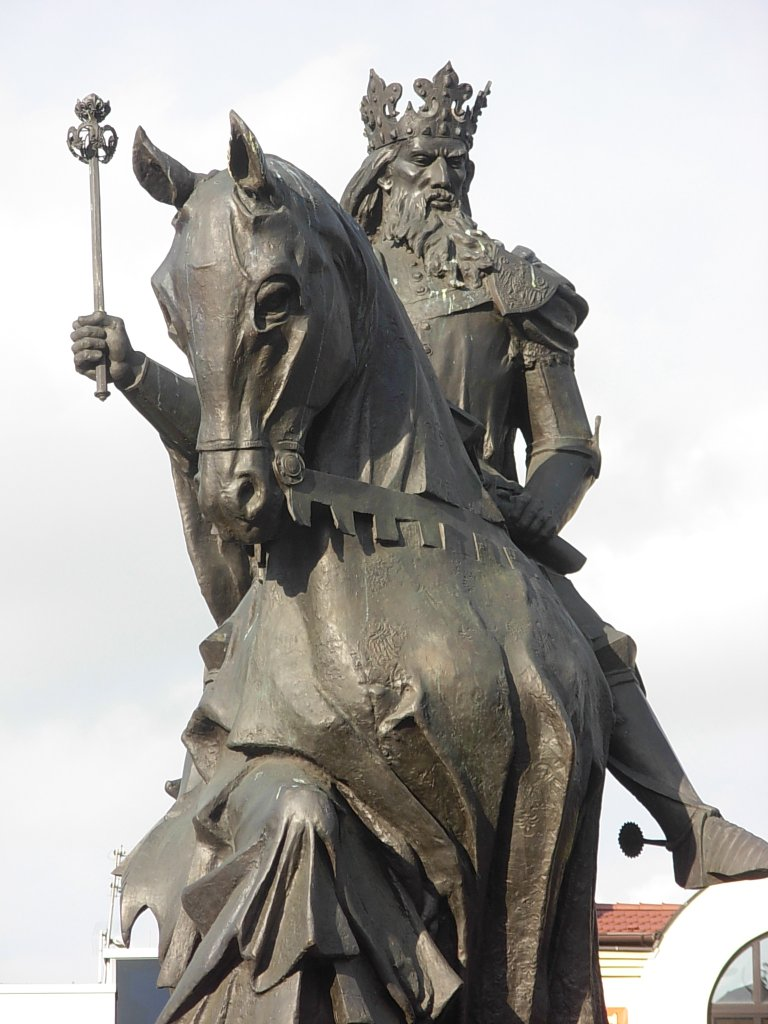
Pomnik Kazimierza Wielkiego w Bydgoszczy, dawcy praw miejskich Bydgoszczy, organizatora miejscowego starostwa, budowniczego zamku, w którym w latach 1370–1377 zamieszkiwał jego wnuk Kaźko Słupski, którego pragnął widzieć na tronie polskim

Organizacja samorządu miejskiego, prezydenci, nadburmistrzowie, burmistrzowie, zarządcy komisaryczni i przewodniczący Prezydium Miejskiej Rady Narodowej Bydgoszczy na przestrzeni lat.

## I Rzeczpospolita 1346–1772

### Organizacja samorządu miejskiego średniowiecznej Bydgoszczy (XIV–XV wiek)
Rodzaje władz miejskich i ich najistotniejsze kompetencje określił przywilej lokacyjny miasta Bydgoszczy (na prawie magdeburskim), wystawiony 19 kwietnia 1346 r. przez króla Kazimierza Wielkiego.
Organami samorządu miejskiego w najdawniejszym okresie istnienia miasta były: wójt, rada miejska oraz sąd, zwany ławą. Na mocy bydgoskiego przywileju wójt był dziedziczny i jako urzędnik strzegł interesów władcy. Do jego obowiązków prywatnoprawnych należało wytyczenie i organizacja ośrodka miejskiego. Obowiązki publiczne to: sądownictwo, administracja miejska, wojskowość i skarbowość.
Do początku XV wieku, wójt stał na pierwszym miejscu w hierarchii bydgoskich urzędników miejskich. Sprawował najwyższą władzę w mieście i patrymonium miejskim, z wyjątkiem rzeki Brdy, przepływającej przez miasto, która podlegała burgrabiemu bydgoskiemu.
Wójt sądził w asyście ławników, a jego jurysdykcji podlegały wszelkiego typu sprawy kryminalne i cywilne. Apelacja od jego wyroków trafiała do sądu rajców bydgoskich, na której czele stał od połowy XV wieku podwójci, później do rady miasta Inowrocławia (od 1505 r. miasta Poznania) oraz burgrabiego. Od 1570 r. sądem odwoławczym miejscowych orzeczeń był sąd starościński oraz królewski.
Po roku 1404 zanikają przekazy o wójtach jako najwyższych urzędnikach w mieście. W połowie XV wieku pojawił się bydgoski podwójci (urzędnik sądowy), który w dalszych okresach zagościł już na stałe w wykazach urzędników miejskich. Nie było to już stanowisko dziedziczne, a jego ranga była niższa niż burmistrza miasta. Kompetencje dziedzicznego wójta przejęła w latach 30. XV wieku rada miejska.
Pierwsza wzmianka o rajcach w Bydgoszczy pochodzi z 1362 r. W tym samym roku wzmiankowano również istnienie urzędu burmistrza, z dwoma osobami na tym stanowisku. Natomiast w dokumencie z 1425 r. lista urzędników miejskich obejmowała burmistrza, 10 rajców (5 „starych” i 5 „nowych”) oraz 7 ławników.
Wybór nowej rady następował co roku, początkowo przez zwoływane przez wójta zebranie obywateli. Do kompetencji tego organu należało m.in. sądownictwo w sprawach o przekroczenie wilkierzy. Właśnie z instytucji takiego zebrania wykształciła się rada miejska, która w późniejszym okresie przejęła jego uprawnienia. Już pod koniec XIV w. wybory do rady praktycznie ograniczały się do obsadzania stanowisk tymi samymi osobami, a zmiany polegające na dokooptowaniu do tego kręgu nowych ludzi następowały jedynie w wypadku śmierci lub pozbawienia funkcji dotychczasowych rajców. Zasada ta była następstwem wykształcenia się wówczas tzw. rady urzędującej oraz ogólnej, w skład której wchodzili rajcy aktualnie oraz poprzednio sprawujący urzędy. Przypuszczalnie wtedy wykształcił się też zwyczaj, że jedna trzecia rajców zasiadała w radzie urzędującej przez 2 lata. Następnie osoby te podlegały rotacji i przechodziły do rady ogólnej, aby ponownie po roku lub dwóch latach wrócić do rady urzędującej.
Bez względu na sposób elekcji, ostatnie słowo należało do monarchy, który przez miejscowego starostę zatwierdzał wybory lub też sam wyznaczał określone osoby.
Kompetencje rady miejskiej w Bydgoszczy obejmowały zarówno sprawy ustawodawcze, jak i wykonawcze oraz sądownicze. Rajcy reprezentowali miasto wobec władz państwowych, zarządzali majątkiem i dochodami gminy oraz nadzorowali jej życie społeczne i gospodarcze. Do obowiązków rady należało też m.in. nadawanie obywatelstwa miejskiego, uchwalanie wilkierzy miejskich i statutów cechowych oraz wykonywanie niektórych funkcji sądowniczych. Teoretycznie członkowie rady pełnili swe obowiązki honorowo, jednak ze względu na funkcje zwalniano ich z niektórych ciężarów miejskich (prawo do bezpłatnych uczt, podarków w naturze, honorowych miejsc w kościele itp.)
W pierwszym okresie kształtowania miasta Bydgoszczy, najwyższe urzędy sprawowała sprowadzona przez zasadźców społeczność niemiecka. Polacy byli równoprawnymi członkami społeczności, zamieszkując oddzielny kwartał miasta. Z końcem XIV wieku zaczęła się osiedlać w Bydgoszczy okoliczna szlachta polska, a w XV wieku miasto uległo niemal całkowitej polonizacji.

### Organizacja samorządu miejskiego Bydgoszczy w XVI–XVIII wieku
W okresie 1466–1772 bydgoski samorząd miejski funkcjonował w postaci rady miejskiej oraz ławy sądowej, na czele której stał landwójt zwany również podwójcim. W XV w. i w pierwszej połowie XVI w. na wybór bydgoskiej rady miejskiej największy wpływ wywierał miejscowy starosta.
Nowe zasady przyniósł dopiero dekret króla Zygmunta Augusta wystawiony 10 czerwca 1566 r. na prośbę burmistrza, rajców i pospólstwa bydgoskiego. Na jego mocy król zniósł wieczystą radę (dożywotnią godność rajcy miejskiego) oraz zarządził wybory kandydatów na rajców w każdy pierwszy poniedziałek po Wielkanocy. Dotychczasowi rajcy i ławnicy wybierali wówczas 16 osób, spośród których starosta był zobowiązany w ciągu 5 dni nominować burmistrza i rajców na roczną kadencję. 15 października 1568 r. król na prośbę mieszczan bydgoskich wydał kolejny przywilej, przyznający znaczne uprawnienia pospólstwu kosztem ograniczenia władzy starościńskiej. Poza rajcami pospólstwo i cechy wybierały corocznie 12 „mężów elektów”, tzw. Trzeci Ordynek.
Ostateczne rozstrzygnięcie zasad wyboru władz miejskich Bydgoszczy przyniósł dekret Zygmunta Augusta z 4 września 1570 r. Corocznie w dniu 3 lutego, pospólstwo miało wybierać 16 kandydatów, spośród których starosta był obowiązany mianować burmistrza i 5 rajców. Pospólstwo ponadto wybierało kolejnych 16 kandydatów, spośród których starzy i nowi rajcy mianowali 8 ławników. Zasady te obowiązywały aż do 1772 r., kiedy to w wyniku I rozbioru Polski Bydgoszcz została włączona do Królestwa Prus.

### Dzieje wójtostwa bydgoskiego

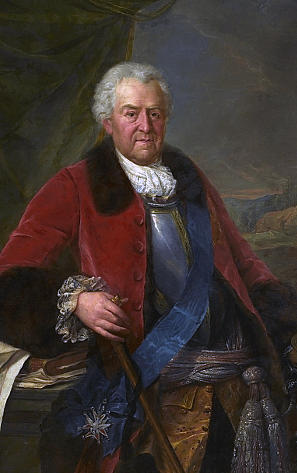
Stanisław Poniatowski – wójt bydgoski w I poł. XVIII w., ojciec ostatniego króla Polski Stanisława Augusta Poniatowskiego

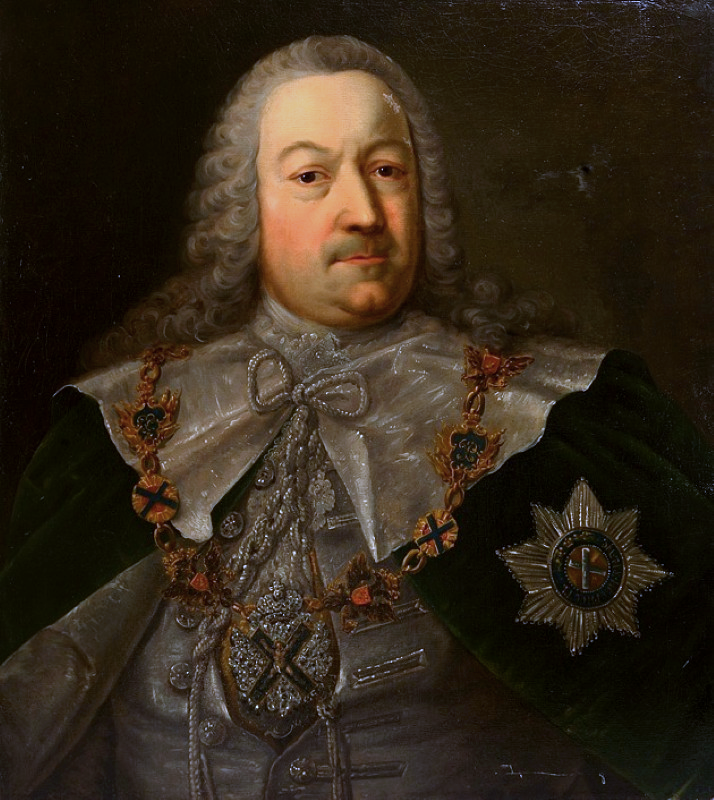
Hrabia Herman Karl von Keyserling – wójt bydgoski, dyplomata

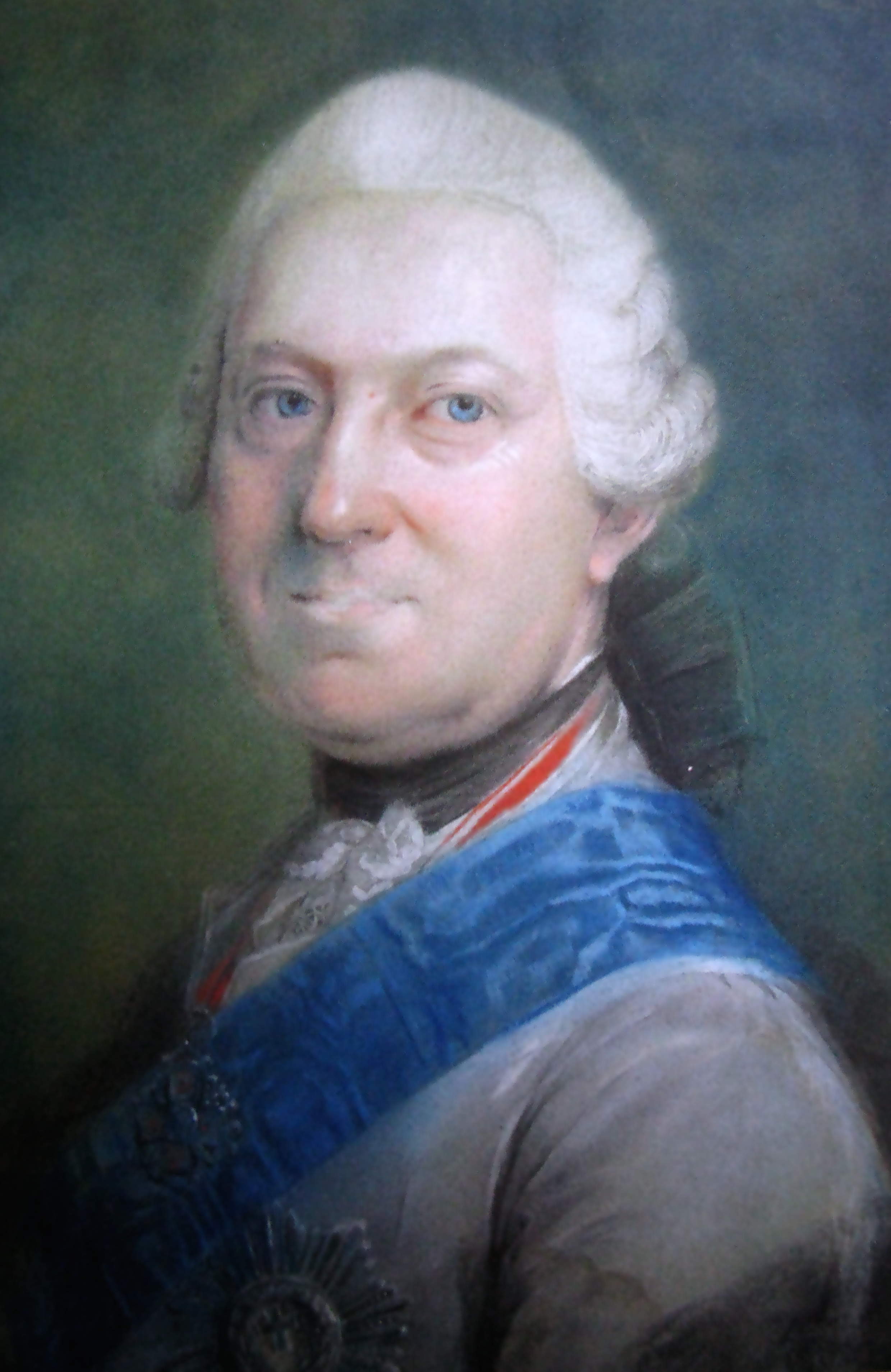
Andrzej Zamoyski – ostatni wójt bydgoski, kanclerz wielki koronny (1764–1767)

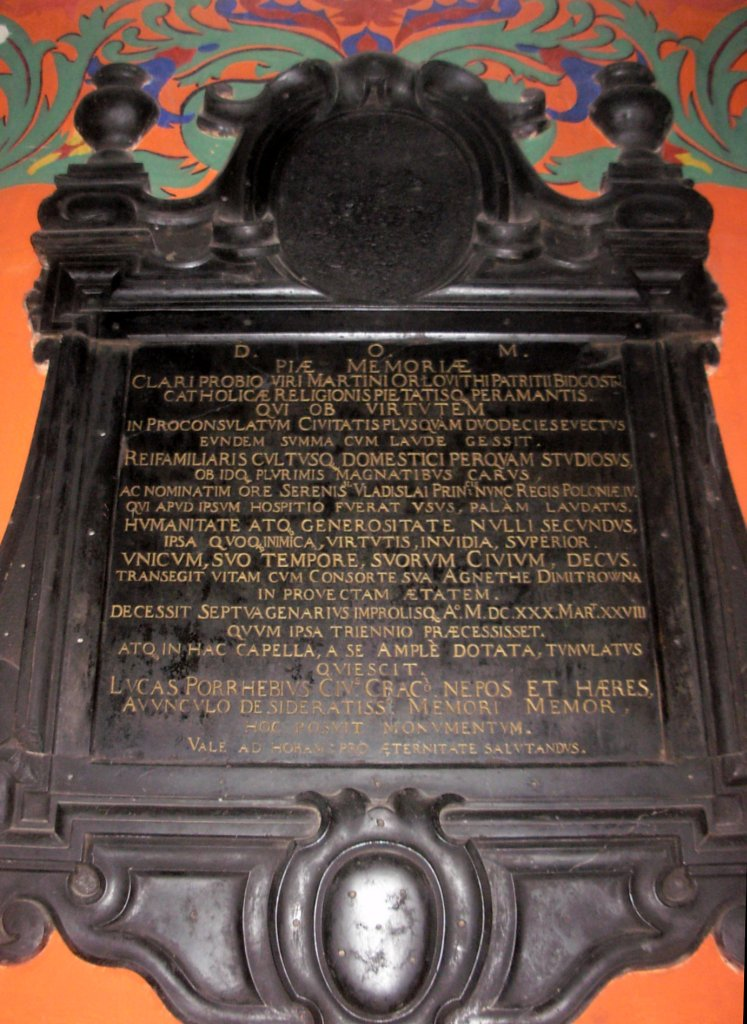
Płyta inskrypcyjna burmistrza Bydgoszczy z I poł. XVII w. Marcina Orłowity w katedrze bydgoskiej

Dziedziczne wójtostwo bydgoskie zostało utworzone na mocy przywileju lokacyjnego Kazimierza Wielkiego 19 kwietnia 1346 r. Otrzymali je zasadźcy: Jan Kiesselhuth i jego towarzysz imieniem Konrad, którzy z urzędu tego czerpali znaczne zyski. Wójt był pełnomocnikiem właściciela (króla) i rządcą w mieście oraz reprezentantem mieszczan w stosunkach zewnętrznych, ale również sprawował władzę policyjną oraz sądowniczą.
Wójtowie wespół z radą miejską uchwalali miejskie przepisy policyjno-porządkowe (wilkierze), mianowali nauczycieli, pobierali czynsze na rzecz królewskiego skarbu. Mieli także wyłączne prawo do zakładania młynów, co też uczynili, gdyż najstarsze młyny w Bydgoszczy wzmiankowane są 18 września 1408 r. na wschodniej z trzech wysp zakola Brdy, scalonych w następnych stuleciach w jednolitą Wyspę Młyńską.
Jan Kiesselhuth i Konrad stosunkowo szybko sprzedali posiadany urząd, gdyż w latach następnych (do 1425 r.) jako wójtowie występują w źródłach:
- Hemplo – wzmianka 25 sierpnia 1364 r.
- Jan – wzmianka 28 maja 1375 r.
- Mikołaj Sensat oraz Filip – przed 29 września 1403 r., synem Filipa był duchowny Grzegorz z Bydgoszczy.

Urząd wójta nie był tożsamy z wójtostwem, które stanowiły dobra ziemskie będące uposażeniem wójta. Bydgoskie wójtostwo na początku XV wieku przeszło w gestię króla, który wcielił je do majątku miejscowego starostwa. Bydgoszcz, zbyt słaba ekonomicznie w tym okresie, nie wykupiła wójtostwa na własność, co pozbawiło ją perspektyw dochodów w okresie późniejszym.
W 1600 r. roczne dochody wójtostwa (związanego z urzędem starościńskim) oszacowano na ponad 6 tys. złotych polskich, co przekraczało dochody większości starostw w Wielkopolsce i na Kujawach. Należało wtedy do wójtostwa: 7 młynów (w tym 4 w Bydgoszczy), wsie i folwarki oraz czynsze z placów, bud i jatek. W połowie XVIII wieku oprócz dochodów z młynów, węgorni, łosośni oraz śluznego, wójt czerpał zyski z wyszynku piwa i gorzałki, folwarków (Bielice i Bartodzieje) oraz czynszów z wsi wójtowskich. Przez cały okres przedrozbiorowy wójtostwo stanowiło niezależny od miasta organizm gospodarczy.
W 1690 r. wójtostwo bydgoskie nabył na własność starosta bydgoski Franciszek Zygmunt Gałecki. Prawo jego dziedziczenia wraz z należącymi do niego wsiami, młynami i miastem Fordonem uzyskała na mocy przywileju królewskiego w lutym 1690 r. druga żona Gałeckiego – Rozalia z Dzieduszyckich. Jednocześnie została ona zobowiązana do płacenia 2 tysięcy złotych czynszu rocznego i odprowadzania jednej czwartej części dochodów do skarbu królewskiego. Po jej śmierci właścicielami wójtostwa byli kolejno:
- Henryk Baudissin – generał,
- Stanisław Poniatowski herbu Ciołek – wojewoda mazowiecki,
- Herman Karl von Keyserling – hrabia, kurlandzki dyplomata,
- Maurycy Brühl,
- Andrzej Zamoyski (od 1765 r.) – kanclerz wielki koronny w latach 1764–1767.

### Burmistrzowie bydgoscy w latach 1346–1772
Prawie pełne dane dotyczące składu osobowego rady miejskiej Bydgoszczy zachowały się tylko dla lat 1591–1637 oraz 1672–1673. W okresie tym niektórzy mieszczanie wielokrotnie sprawowali urząd burmistrza. Wielu z nich było właścicielami statków oraz spichlerzy. Niektórzy używali tytułów szlacheckich.
- Michał Sutor, Mikołaj Smeczer 1362
- Michał 1364
- Jan 1375
- Franciszek 1404
- Piotr Zysk 1423
- Piotr Stroczyński 1425
- Piotr Brzewior 1446
- Piotr Grzymkowiec 1448
- Mikołaj Derdo 1451
- Andrzej Dowieszyński 1466, 1480
- Jakub Mroczyński 1467
- Stanisław Oswald 1470
- Mikołaj Giza 1483–1484
- Jan Groth 1495–1502
- Marcin Trzebski 1512, 1516, 1526
- Stanisław Augustin 1515, 1522, 1524–1525
- Piotr Pochleb 1519
- Mikołaj Derdo 1521
- Stanisław Andral 1523
- Jan Paczoszka 1527
- Jakub Dziekciński 1533–1539, 1547
- Tomasz Schatanek 1545–1546
- Andrzej Kramarz 1569
- Paweł Krosz 1571
- Sebastian Komorski 1576, 1595, 1602, 1608
- Wit Kosmas 1577
- Stanisław Dąbrowa 1578, 1587, 1593
- Jakub Cical 1579–1584
- Jan Regulski 1585
- Sebastian Mysło 1588, 1591
- Andrzej Cięszki 1589
- Stefan Parkuzi 1592, 1594, 1596–1598
- Bartłomiej Krąpiewski 1599, 1603
- Stefan Bogorski dictus Parkuzi 1600–1601
- Jan Pirski 1605, 1616–1618, 1626
- Stefan Bogorski 1606–1607, 1609
- Jan Kłosek 1610
- Marcin Orłowita 1611–1613, 1619–1622, 1625 – patrycjusz, kupiec zbożowy, znajomy królewicza Władysława IV Wazy; fundator kaplicy św. Anny w kościele farnym (nie zachowanej)
- Andrzej Bogorski 1615
- Jan Pniewski 1623
- Jan Tworek 1624
- Piotr Chorczyński 1627–1630
- Marcin Pomietlicki 1631
- Piotr Cięszki 1632–1633, 1635
- Wojciech Paulusik 1634
- Wojciech Łochowski 1636–1637, 1642 – autor „Kroniki miasta Bydgoszczy” doprowadzonej do 1637 r., fundator kaplicy kapłańskiej w kościele Klarysek (zachowanej)
- Stanisław Krzesiwór 1643[6]
- Marcin Walicki 1658[6]
- Jakub Froszek 1672–1673, 1681 – kupiec zbożowy
- Józef Wilson 1732[6]
- Jan Nogowski 1741
- Jan Borucki, Mateusz Rychlicki, Adrian Duszyński, Tomasz Ossowski, Franciszek Smukalski, Tomasz Nagrajkowski, Jan Hoffmann, Jan Nogowski 1742–1763[7]
- Szymon Nagrajkowski 1764[6]
- Michał Ossowski 1767[6]
- Michał Gabryelski 1768[6]
- Jan Sypniewski 1772 – 15 września 1772 r. przekazał miasto komisarzowi króla Fryderyka II (J. Schönbornowi), który przedłożył patent notyfikacyjny o włączeniu Bydgoszczy do Królestwa Prus[8].

## Okres pruski 1772–1807
Po przejściu Bydgoszczy w 1772 r. pod kuratelę Królestwa Prus w wyniku I rozbioru Polski, jej ustrój miejski uległ całkowitej zmianie. W przeciwieństwie do zdecentralizowanej Rzeczypospolitej, państwo pruskie było organizmem despotycznie zarządzanym przez absolutystycznego króla. W tych warunkach trudno mówić o funkcjonowaniu samorządu miejskiego. Pruskie władze państwowe wtrącały się do wewnętrznych spraw miejskich, a także zajmowały się obsadą personalną zarządów miejskich.
Bydgoszcz należała do kategorii miast bezpośrednio podporządkowanych państwu pruskiemu. Prawne położenie miasta było uregulowane przepisami wydanymi w 1723 r. przez Fryderyka Wilhelma I. Na czele miasta stał nadburmistrz (niem. Oberbürgermeister). Miał on dwóch zastępców, którym przysługiwał tytuł burmistrza (niem. Bürgermeister). Jeden z nich zajmował się sprawami wymiaru sprawiedliwości – burmistrz sądowy (niem. Justiz-Bürgermeister), drugi sprawami porządkowymi i nadzoru policyjnego – burmistrz policyjny (niem. Polizei-Bürgermeister). W skład władz miejskich wchodziło też sześciu senatorów (odpowiednicy radnych miejskich), których wybierali mieszczanie posiadający prawo miejskie. Istniała ponadto godność senatora honorowego, który pełnił funkcję przewodniczącego kolegium senatorskiego. Poszczególni senatorzy sprawowali nadzór nad istniejącymi w mieście cechami rzemieślniczymi. Poważnie rozbudowana była biurokracja miejska na średnich i niższych szczeblach magistratu. Należeli do niej m.in. sekretarze, kamlarze, wachmistrze, straż rynkowa, służba przeciwpożarowa, straż więzienna, pachołcy miejscy i inni.
Pierwszeństwo w uzyskaniu zatrudnienia na stanowiskach urzędniczych w magistracie mieli dawni wojskowi – weterani i inwalidzi wojen.

### Burmistrzowie
Lista burmistrzów i innych członków władz miejskich z okresu 1772–1806 jest znana tylko częściowo. Pierwszym niemieckim nadburmistrzem Bydgoszczy był Heinrich Rowe, a kolejnym Heynemann, który zmarł przed 1779 r. Znani są dwaj burmistrzowie policyjni: Haller (od 1779) i Radzibor (od 1793). Burmistrzem sądowym od 1787 r. był Rump.
Lista znanych urzędników bydgoskiego magistratu wskazuje, że w krótkim czasie nastąpiło całkowite zniemczenie zarządu miejskiego. Jedynymi Polakami w tym gronie byli: senator Ignacy Bukowski – dawny pisarz miejski (od 1785, ojciec przyszłego burmistrza Bydgoszczy z okresu Księstwa Warszawskiego – Stanisława Bukowskiego) oraz nadzorca rynku Sochacki (od 1783).

## Okres Księstwa Warszawskiego 1807–1815
Po upadku władz pruskich w Bydgoszczy podczas kampanii napoleońskiej 1806 r., dokonała się zmiana struktury samorządu miejskiego. Początkowo konieczność zaspokajania potrzeb wojska oraz świadczeń publicznych zadecydowały o pozostawieniu dotychczasowego składu i struktury władz miejskich. W okresie przejściowym trwającym od listopada 1806 do stycznia 1807 r. zdołano jedynie wprowadzić Polaków do dotychczasowych organów administracji oraz spolszczyć ich nazwy.
Dopiero po uchwaleniu w 1807 r. Konstytucji Księstwa Warszawskiego wprowadzono w życie nowy ustrój miejski, przewidujący utworzenie w każdej miejscowości urzędu municypalnego z prezydentem lub burmistrzem na czele. Ze względu na to, że Bydgoszcz była siedzibą władz departamentu, burmistrz podlegał wprost prefektowi, w charakterze urzędnika pochodzącego z książęcej nominacji Fryderyka Augusta. Zadaniem burmistrza było sprawowanie „miejscowej administracji”, z czym wiązało się przede wszystkim ogłaszanie aktów prawnych i poleceń otrzymywanych od władz nadrzędnych. Do jego kompetencji należał m.in. dozór policyjny, kontrola ruchu ludności, administracja i nadzór nad majątkiem gminy, kierowanie pracami publicznymi, nadzór nad instytucjami i własnością publiczną. Funkcje te burmistrz Bydgoszczy wykonywał jednoosobowo przy pomocy ławników powoływanych przez prefekta departamentu.
Był równocześnie organem wykonawczym rady miejskiej, będącej ciałem samorządowym. Zarówno terminy obrad, jak i członków rady wyznaczał prefekt. Najważniejszym uprawnieniem rady było układanie budżetu gminy miejskiej, zatwierdzanego następnie przez Ministra Spraw Wewnętrznych i Główną Izbę Obrachunkową. Burmistrz był zobowiązany do rozliczania się przed radą z wydatkowania kwot przeznaczonych na potrzeby miejskie.
W warunkach Księstwa Warszawskiego ścisłe stosowanie się do przepisów o organizacji władz miejskich nastręczało wiele trudności. Burzliwe czasy nie sprzyjały prowadzeniu jednolitej i systematycznej polityki miejskiej. Umożliwiało to w praktyce utrzymywanie się licznych instytucji i urządzeń miejskich z czasów pruskich, a niekiedy i polskich (np. cło rzeczne pobierane przez władze Bydgoszczy od 1807 r.)

### Burmistrzowie
| Data urzędowania       | Burmistrz             | Uwagi |
| ---------------------- | --------------------- | --- |
| 29 VII 1807 – III 1812 | Stanisław Bukowski    | Bydgoszczanin, syn radnego miejskiego; urzędnik departamentu bydgoskiego Księstwa Warszawskiego; do lutego 1809 r. zgodnie z tymczasowymi przepisami administracyjnymi Księstwa Warszawskiego, tytułowano go prezydentem; urząd sprawował do swojej śmierci |
| 6 IV 1812 – 1815       | Franciszek Wyszpolski | Szlachcic urodzony w Galicji; kapitan wojsk Księstwa Warszawskiego, burmistrz Brześcia Kujawskiego (1808–1812); w latach 1814–1816 więziony przez władze pruskie; następnie uniewinniony                                                                    |

## Okres pruski 1815–1920
Po wcieleniu Bydgoszczy do Prus na podstawie decyzji kongresu wiedeńskiego dokonano zasadniczych zmian samorządu miejskiego.
24 marca 1815 r. II burmistrzem (administracyjnym) miasta został wybrany Andreas Friedrich Gruenauer. Objął on stanowisko 6 czerwca 1815 r. po wejściu do miasta wojsk pruskich. Władzę dzielił jednak z odgrywającym pierwszoplanową rolę nadburmistrzem (burmistrzem policyjnym) Johannem Schwede.

### Pruskie ordynacje miejskie w Bydgoszczy

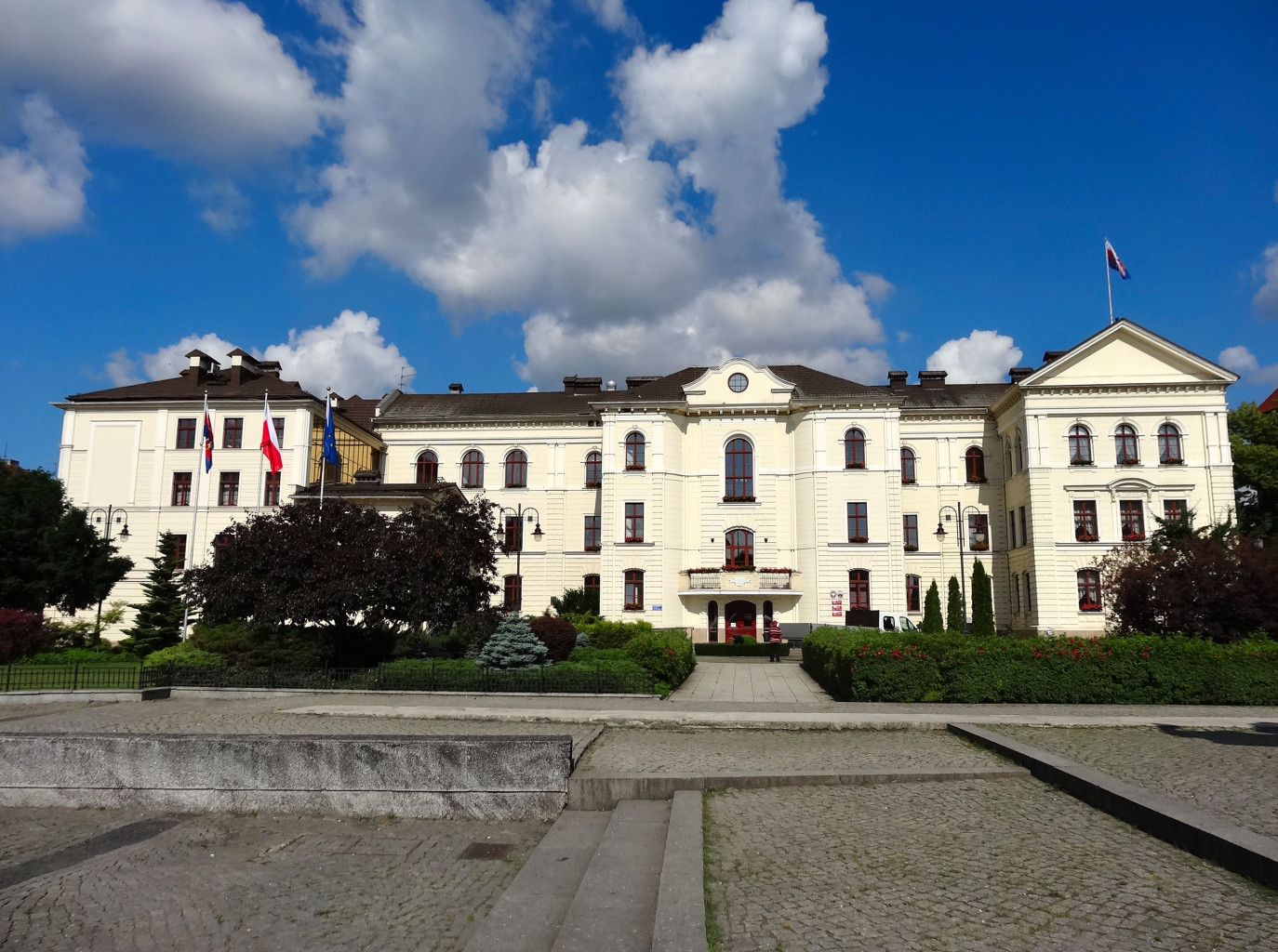
Magistrat Bydgoszczy od 1879

Struktura ustroju miast w Królestwie Prus, została ustalona w ordynacji miejskiej wydanej w 1808 r. Jej zasady zostały wprowadzone w Bydgoszczy od 1819 r. Zgodnie z ordynacją, samorząd miejski tworzyły rada miejska i magistrat. Rolę decydującą posiadała obieralna rada miejska, która jako organ uchwałodawczy wybierała członków magistratu. Ich wybór wymagał jednak zatwierdzenia przez królewski urząd regencyjny. Aprobata ta wyczerpywała jednak środki ewentualnej ingerencji państwa w sprawy administracji miejskiej. W skład magistratu wchodzili: burmistrz, pełniący równocześnie funkcję dyrektora policji miejskiej, 2 radców magistrackich, kamelarz, syndyk oraz 8 członków honorowych. Kadencja burmistrza oraz płatnych członków kolegium magistrackiego trwała 12 lat, zaś honorowych 6 lat. Pomocne magistratowi były specjalne deputacje i komisje.
W 1831 roku wydano nową, zrewidowaną ordynację miejską, z którą wiązał się nowo opracowany w 1834 r. statut miejski. Stanowiła ona zdecydowany krok w kierunku ograniczenia samorządu miasta oraz ściślejszego podporządkowania ich interesom państwowym. Podwyższono znacznie majątkowy cenzus wyborczy, eliminując z udziału w wyborach uboższą, polską część społeczności miasta. Zatwierdzanie wyboru burmistrza przeszło do kompetencji króla. Pozostałych członków magistratu zatwierdzała regencja. Atrybucje burmistrza uzupełniono prawem zawieszania uchwał rady miejskiej, uznanych za sprzeczne z interesem państwa. W ten sposób stawał on formalnie ponad radą, dokonującą jego wyboru i kontrolującą jego działalność.
Ostatecznie organizację administracji miejskiej w Bydgoszczy określiła ordynacja z 1853 r., umacniająca jeszcze kontrolę państwa nad samorządem miejskim. Magistrat pozostał organem wykonawczym miejskiej administracji samorządowej, pełniąc jednocześnie funkcję urzędu państwowego w zakresie poruczonych spraw. W Bydgoszczy tworzyli go: nadburmistrz, burmistrz, 4 płatnych i od 9 do 13 honorowych radców miejskich. Rada miejska pozostała organem uchwałodawczym, kontrolującym magistrat. Urzędowała ona doraźnie, a funkcje kontrolne pełniły stałe wydziały i okresowo powoływane komisje. Burmistrzów zatwierdzał król lub władze regencyjne. Regencja była organem kontrolnym, którego wpływy rozciągnięto na podstawowe i statutowo zastrzeżone właściwości kompetencyjne samorządu miejskiego.
Ordynacja z 1853 roku oddała faktyczne kierownictwo gminą miejską nadburmistrzowi i burmistrzowi. Były to godności cieszące się największą niezależnością, gdyż ingerencja ograniczona była tylko do zatwierdzania wyboru. Burmistrz był zarówno szefem administracji miejskiej, jak również przedstawicielem władzy państwowej (króla, regencji).
Wszyscy nadburmistrzowie i burmistrzowie Bydgoszczy w okresie 1815–1920 byli Niemcami, z reguły pochodzącymi ze wschodnich prowincji Rzeszy (Prusy Zachodnie – 3, Pomorze – 2, Prusy Wschodnie – 2, Poznań – 2, Śląsk – 2, Brandenburgia – 1). Typową cechą było ich drobnomieszczańskie lub inteligenckie pochodzenie społeczne. Tylko sporadycznie znajdowali się wśród nich rodowici bydgoszczanie. Wszyscy legitymowali się wykształceniem uniwersyteckim, studiując niekiedy na kilku uczelniach. Byli absolwentami uniwersytetów w: Berlinie (4 osoby), Lipsku (3), Królewcu (2), Heidelbergu (1), Halle (1), Freiburgu (1), Wrocławiu (1), Bonn (1), Monachium (1), Jenie (1).
Nadburmistrzowie wybierani byli na 12-letnią kadencję, częstsze zmiany zachodziły natomiast na stanowisku burmistrza Bydgoszczy. W dziejach pruskiego urzędu burmistrzowskiego w Bydgoszczy, żadna z kandydatur nie wzbudziła zastrzeżeń władz państwowych (regencji), natomiast dwóch z nich odwołano później za ich poglądy polityczne.

### Nadburmistrzowie i burmistrzowie
Najważniejszą osobą reprezentującą miejski samorząd był nadburmistrz (niem. Oberbürgermeister). Początkowo po likwidacji administracji Księstwa Warszawskiego utrzymano również funkcję II burmistrza (dawniej zastępcy burmistrza). Pełnił ją do śmierci w 1829 roku właściciel drukarni Andreas Friedrich Gruenauer. Po jego śmierci stanowisko to zostało zlikwidowane. Reaktywowano je w 1866 roku, w związku z rozbudową zakresu rzeczowego kompetencji magistratu w obliczu przyśpieszonego rozwoju ludnościowego i gospodarczego miasta w II połowie XIX w. Natomiast po 1853 r. nadburmistrz nie był już wybierany przez samorząd, lecz mianowany przez władze regencyjne.

### Nadburmistrzowie (I burmistrzowie)
| Data urzędowania          | Nadburmistrz         | Uwagi |
| ------------------------- | -------------------- | --- |
| 1815 – 5 XII 1832         | Johann Schwede       | Sprawny organizator; burmistrz policyjny; podczas gdy równocześnie burmistrzem sądowym (tzw. II burmistrzem) był Andreas Friedrich Gruenauer |
| 16 III 1833 – 27 III 1840 | Carl Boethke         | Urzędnik finansowy Regencji w Bydgoszczy oraz urzędów podatkowych w: Łobżenicy, Wieleniu, Gorzowie Wlkp, Pile, Międzyrzeczu; skarbnik Bydgoszczy od 1828 r. |
| 18 IX 1840 – 3 IV 1844    | Ernst Emil Peterson  | Syn inspektora Kanału Bydgoskiego Conrada Petersona; prawnik; w latach 1843–1845 deputowany do Sejmu Wielkiego Księstwa Poznańskiego; zmuszony do dymisji przez władze Regencji w Bydgoszczy za propolską postawę wykazaną w komisjach poznańskiego sejmu krajowego (m.in. petycję do króla Prus w sprawie przywrócenia Polakom swobód narodowych)                                                                                |
| 1 II 1845 – 13 VII 1856   | Friedrich Heyne      | Poprzednio burmistrz Krosna Odrzańskiego (1840–1844); zainicjował żywszy rozwój gospodarczy miasta, doprowadził do włączenia Bydgoszczy w sieć Pruskiej Kolei Wschodniej; nie zatwierdzony na następną kadencję przez prezydenta regencji Juliusa von Schleinitza, z powodu liberalnych, antymonarchistycznych przekonań |
| 1 IV 1857 – 5 VI 1869     | Karl von Foller      | Poprzednio pracownik regencji we Frankfurcie nad Odrą i Poznaniu; rozwinął budownictwo osiedli mieszkaniowych przeznaczonych dla fachowców niezbędnych przemysłowi, podjął modernizację i gazyfikację miasta, zaangażował się w organizację ochotniczej straży pożarnej, prezes Towarzystwa Upiększania Miasta |
| 5 VII 1869 – 30 IV 1877   | Reinhold Boie        | Gdańszczanin, sędzia i notariusz; pierwszy inicjator powstania uniwersytetu w Bydgoszczy (1872); wniosek ten (także poznański) odrzucił parlament pruski w 1873 r.; opuścił urząd przed upływem 12-letniej kadencji; następnie nadburmistrz Poczdamu (1880–1897) |
| 11 V 1877 – 14 III 1878   | Johann von Buchholtz | Prawnik urodzony w Królewcu; pracował w sądownictwie (Morąg), ekonomii (Zielona Góra) i administracji państwowej i samorządowej (m.in. burmistrz Rawicza w latach 1874–1877); kadencję przerwała jego przedwczesna śmierć |
| 7 XI 1878 – 7 XI 1890     | Julius Bachmann      | Prawnik urodzony w Chełmnie; zasłużony dla rozwoju gospodarczego miasta; budowniczy nowych gmachów oświatowych; następnie długoletni pracownik regencji w Osnabrück; odznaczony orderami pruskimi i holenderskim Orderu Oranje-Nassau |
| 17 XII 1890 – 6 X 1898    | Hugo Braesicke       | Prawnik urodzony w Prusach Wschodnich; inicjator budowy miejskich wodociągów i kanalizacji oraz elektryfikacji tramwajów w Bydgoszczy (1896); budowniczy rzeźni miejskiej, nowego Teatru Miejskiego; założyciel Biblioteki Ludowej i Towarzystwa Historycznego Obwodu Nadnoteckiego; kadencję przerwała jego przedwczesna śmierć                                                                                                  |
| 17 IV 1899 – 15 I 1910    | Alfred Knobloch      | Prawnik urodzony w Łużycach Górnych; wcześniej urzędnik Prowincjalnej Administracji Stanowej w Poznaniu (1890–1898); skutecznie zabiegał o środki państwowe na rozbudowę miasta; poszerzył urbanistycznie Śródmieście Bydgoszczy o wschodnią dzielnicę willową; rozbudował sieć wodociągów i kanalizacji, nadzorował rozbudowę portu drzewnego, wystąpił z petycją do kanclerza Prus o powołanie w Bydgoszczy uniwersytetu        |
| 15 VIII 1910 – 1 IX 1919  | Paul Mitzlaff        | Prawnik z Bytowa; wcześniej urzędnik magistratu w Gdańsku (1897–1910); inicjator włączenia do Bydgoszczy podmiejskich gmin, przebudowy Kanału Bydgoskiego oraz budowy nowych gmachów municypalnych i oświatowych; zrezygnował ze stanowiska (1919 rok) w związku z ustalonym w traktacie wersalskim powrotem miasta do Polski; mimo zaproszenia, nie uczestniczył w uroczystości przekazania miasta Polakom 20 stycznia 1920 roku |

### Burmistrzowie (II burmistrzowie)
| Data urzędowania         | Burmistrz                   | Uwagi |
| ------------------------ | --------------------------- | --- |
| 6 VI 1815 – 1829         | Andreas Friedrich Gruenauer | Założyciel pierwszej drukarni w mieście (1806), w której drukowano m.in. polską gazetę departamentową w okresie Księstwa Warszawskiego, budowniczy Drukarni Gruenauera (niem. Grunauerische Buchdrückerei) – od 2006 roku na jej miejscu znajduje się Galeria Drukarnia przy ulicy Gdańskiej                |
| 23 VIII 1866 – XII 1869  | August Goetz                | |
| 1 X 1870 – 29 IX 1871    | Alwin Schlingmann           | |
| 11 IV 1872 – 31 V 1873   | Karl Geisenheimer           | Po roku urzędowania opuścił swoje stanowisko i wyjechał z Bydgoszczy |
| 2 X 1873 – 5 XII 1878    | August Gessler              | Prawnik urodzony w Stębarku; syndyk miejski w bydgoskim magistracie (1861–1878); podczas urzędowania jako burmistrz sprawował także funkcję syndyka, co wymagało specjalnej zgody króla Prus; zrezygnował ze stanowiska prawdopodobnie ze względów rodzinnych                                               |
| 1879 – 30 VI 1881        | Paul Werner                 | |
| 6 X 1881 – 30 IX 1889    | Julius Peterson             | Wnuk inspektora Kanału Bydgoskiego Conrada Petersona; syn nadburmistrza Ernsta Emila Petersona; prawnik; zrezygnował ze stanowiska na skutek eskalacji konfliktu magistratu z radą miejską |
| 13 II 1890 – 20 II 1895  | Rudolf Wilde                | Zrezygnował ze stanowiska w związku z wyborem na członka magistratu w Berlinie |
| 26 IX 1896 – 12 VII 1898 | Felix Dahrenstädt           | Prawnik, urodzony w powiecie lubawskim; wcześniej między innymi pracownik sądu i magistratu w Bydgoszczy; przedwcześnie zmarły w wieku 38 lat |
| 1898                     | Veckenstädt                 | |
| 7 IV 1899 – 21 IX 1904   | Hans Schmieder              | Opuścił urząd w związku z wyborem na I burmistrza Eisenach |
| 22 IX 1904 – 19 I 1920   | Hugo Wolff                  | Prawnik ze Szczecina; wcześniej urzędnik magistratu w Szczecinie (1893–1895) i Bydgoszczy (od 1895); ostatni niemiecki burmistrz, który 19 stycznia 1920 r. przekazał miasto władzom polskim odrodzonej Rzeczypospolitej; był autorem wspomnień z ostatnich dni obecności Niemców w Bydgoszczy w 1919 roku. |

## II Rzeczpospolita 1920–1939

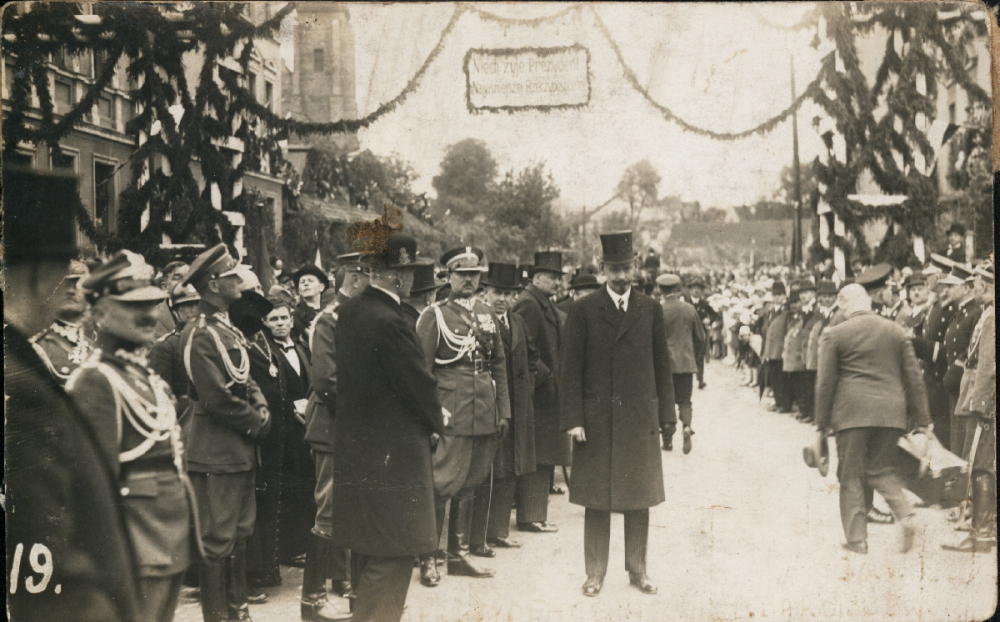
Leon Barciszewski (w środku) – fotografia z 1929 r.

Ustrój władz miejskich Bydgoszczy, aż do 1933 r. regulowały dawne akty prawne (spolszczone), w tym przede wszystkim pruska ordynacja miejska a 1853 r. Władzę w mieście sprawowała obieralna rada miejska o czteroletniej kadencji jako organ uchwałodawczy i magistrat z prezydentem na czele jako organ wykonawczy. Magistrat składał się z 9 członków płatnych i 14 niepłatnych. Był wybierany przez Rade Miejską, przy czym kadencja prezydenta i członków płatnych wynosiła 12 lat. Wybór ten wymagał zatwierdzenia przez wojewodę.
Ustawa państwowa z 23 marca 1933 r. wprowadziła nowy ustrój władz samorządowych. Zawierała ona pewne ograniczenia w ordynacji wyborczej i skrępowała samorządność władz miejskich. Kadencję rady wydłużono do 5 lat. Jej zadaniem było powoływanie organu zarządzającego (zarządu miasta) i kontrola jego działalności. Przewodniczącym rady był z urzędu prezydent miasta. Zarząd miasta składał się z prezydenta, dwóch wiceprezydentów oraz 5 ławników.

### Prezydenci
| Data urzędowania         | Prezydent           | Uwagi |
| ------------------------ | ------------------- | --- |
| 14 I 1920 – 10 III 1920  | Jan Maciaszek       | Komisarz Generalny na miasto Bydgoszcz z ramienia Ministerstwa byłej Dzielnicy Pruskiej |
| 11 III 1920 – 4 VII 1921 | Jan Maciaszek       | Prawnik z Ostrowa Wlkp; powstaniec wielkopolski; obowiązki komisarycznego prezydenta pełnił faktycznie do 22 czerwca; główną treścią jego działalności było spolszczenie administracji samorządowej i repolonizacja miasta; w lutym 1920 r. doprowadził do włączenia w skład Bydgoszczy gmin podmiejskich o polskim charakterze narodowościowym co powiększyło ośmiokrotnie obszar miasta; niesłusznie oskarżany o zbyt wolne tempo polonizacji urzędu miejskiego; ustąpił po zamieszkach na tle narodowościowym w czerwcu 1921 r. (został pobity) |
| 5 VII 1921 – 4 IX 1921   | Tadeusz Chmielarski | Wiceprezydent Bydgoszczy (1920–1933), pełnił obowiązki prezydenta z upoważnienia wojewody; prawnik urodzony w Krakowie; podpułkownik intendentury Armii Austro-Węgier i Wojska Polskiego (od 1918 r.), skarbnik w magistracie miasta Bydgoszczy |
| 5 IX 1921 – 5 I 1922     | Wincenty Łukowski   | Komisaryczny prezydent miasta; podczas jego urzędowania wyeliminowano całkowicie z administracji język niemiecki; ustąpił na tle zarzutów m.in. o malwersacje finansowe |
| 6 I 1922 – 3 V 1922      | Tadeusz Chmielarski | Wiceprezydent, pełnił obowiązki prezydenta z upoważnienia wojewody |
| 4 V 1922 – 30 XI 1930    | Bernard Śliwiński   | Prawnik urodzony w Gostyniu w Wielkopolsce; zasłużony powstaniec wielkopolski oraz oficer w wojnie polsko-bolszewickiej, podpułkownik piechoty Wojska Polskiego; rozbudował infrastrukturę komunalną i społeczną miasta; współtwórca i pierwszy prezes Towarzystwa Miłośników Miasta Bydgoszczy; zawieszony w urzędowaniu wskutek rozgrywek frakcji politycznych w bydgoskiej Radzie Miejskiej; brał udział w bitwie nad Bzurą we wrześniu 1939 r.; zmarł w oflagu w Neubrandenburgu                                                               |
| 1 XII 1930 – 22 IX 1932  | Tadeusz Chmielarski | Wiceprezydent, pełnił obowiązki prezydenta |
| 23 IX 1932 – 3 IX 1939   | Leon Barciszewski   | Wielkopolanin, zasłużony polski działacz narodowy w Berlinie (1905–1920), polski konsul w Essen (1920–1924), prezydent Gniezna (1925–1932); zwolennik rozbudowy Bydgoszczy; pozyskał fundusze na inwestycje komunalne, rozwój przemysłu, pobudzenie budownictwa mieszkaniowego; aktywny uczestnik stowarzyszeń miejskich; zamordowany przez hitlerowców wraz z synem 11 listopada 1939 r. w odwecie za tzw. krwawą niedzielę |

## II wojna światowa 1939–1945

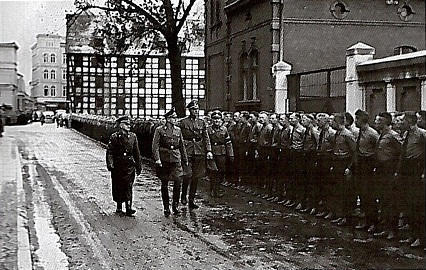
Werner Kampe (drugi od lewej) podczas przeglądu bydgoskiego Selbstschutzu

W III Rzeszy obowiązywała zasada jedności partyjnego i administracyjnego kierownictwa. Nadburmistrz miasta był więc jednocześnie kreisleiterem partii narodowosocjalistycznej. W przypadku Bydgoszczy zarząd powiatowy NSDAP obejmował miasto i powiat ziemski bydgoski. Funkcje kreisleitera i nadburmistrza zostały rozdzielone w Bydgoszczy 18 lutego 1941 r., po odejściu Wernera Kampe.
Na czele zarządu miasta stał nadburmistrz, który do pomocy miał burmistrza (do 1942 r. tym mianem określano skarbnika miasta) oraz decernentów (radców miejskich). W 1940 r. było ich 5, w 1942 – 8, a w 1944 r. – 10. Nadburmistrz miał również do dyspozycji radę, w której skład wchodzili z powołania radcy gminni. Organ taki z nominacji gauleitera Alberta Forstera Bydgoszcz otrzymała 26 czerwca 1940 r. Jej członkami byli głównie miejscowi volksdeutsche. Zarówno burmistrz, jak i inni urzędnicy miejscy wyższego szczebla mianowali byli przez nadrzędne władze administracyjne przy czynnym udziale partii narodowosocjalistycznej.

### Nadburmistrzowie
| Data urzędowania       | Burmistrz     | Uwagi |
| ---------------------- | ------------- | --- |
| 5 IX 1939 – 8 IX 1939  | Walther Nethe | Komisarz miasta i powiatu, mianowany przez sztab administracji cywilnej (na czele sztabu stał Fritz Hermann) przy dowództwie 4. armii niemieckiej dowodzonej przez gen. Günthera von Kluge; po 8 września 1939 r. jego władza dotyczyła tylko powiatu bydgoskiego, zaś miasto objął we władanie Werner Kampe                              |
| 8 IX 1939 – 26 X 1939  | Werner Kampe  | Komisarz Miasta (niem. Stadtkommissar) mianowany przez gauleitera Gdańska, Alberta Forstera, który po 5 września 1939 r. został szefem administracji cywilnej na tym terenie |
| 26 X 1939 – 18 II 1941 | Werner Kampe  | Nadburmistrz i szef miejskiego (niem. kreisleiter) NSDAP; wcześniej pomocnik kupiecki na terenie Wolnego Miasta Gdańska; od 1931 roku w NSDAP; właściwe nazwisko Kamiński zmienił w 1933 roku na Kampe; odpowiedzialny za mordy na Polakach i Żydach, inicjator i wykonawca wyburzeń na terenie Starego Rynku i ul. Mostowej w Bydgoszczy |
| 19 II 1941 – VI 1942   | Erich Temp    | Nadburmistrz, wcześniej funkcjonariusz partyjny NSDAP z powiatu Gdynia-Sopot; w czerwcu 1942 roku został powołany do Waffen-SS |
| VI 1942 – 22 I 1945    | Walther Ernst | Burmistrz, powołany na stanowisko przez Ministerstwo Spraw Wewnętrznych III Rzeszy, bez udziału gauleitera prowincji Gdańsk-Prusy Zachodnie Alberta Förstera |

## Polska Rzeczpospolita Ludowa 1945–1989
W dniu wyzwolenia prawobrzeżnej Bydgoszczy 24 stycznia 1945 r. w gmachu ratusza utworzono Tymczasowy Komitet Obywatelski, który przystąpił do organizowania administracji miejskiej. 21 lutego 1945 r. odbyła się konferencja międzypartyjna, na której powołano Tymczasową Radę Narodową miasta Bydgoszczy. 17 marca 1945 r. przekształciła się ona w stałą Miejską Radę Narodową. Formowanie administracji miasta odbywało się na podstawie dekretu PKWN z 21 sierpnia 1944 r. Koncepcja ta nawiązywała bezpośrednio do rozwiązań przedwojennych i wprowadzała dualizm władzy z podziałem na administrację rządową i samorząd terytorialny. Organem uchwałodawczym była Miejska Rada Narodowa, a wykonawczym Zarząd Miejski z prezydentem na czele. Zakończenie procesu organizacji zarządu miasta oraz określenie jego struktury i kompetencji nastąpiło 25 stycznia 1949 r.
Zupełnie nową organizację władz terenowych przyniosła ustawa państwowa z 20 marca 1950 r. Zlikwidowano dualizm władzy w terenie oddając „całą władzę w ręce rad”. Zniesiono Zarząd Miejski, a w jego miejsce powołano Prezydium Miejskiej Rady Narodowej. Stało się ono organem wykonawczo-zarządzającym rady. W myśl tej ustawy 31 maja 1950 r. zniesiono urząd prezydenta miasta Bydgoszczy. Dotychczasowy prezydent stał się przewodniczącym Prezydium Miejskiej Rady Narodowej. Reforma ta była wzorowana na radzieckim ustroju administracji terytorialnej z lat 30. XX w.
Taki model organizacyjny przetrwał do 1973 r., kiedy nastąpiła kolejna reforma administracyjna, przywracająca dualizm władzy. Przywrócono funkcje prezydentów miast i wojewodów jako jednoosobowych organów administracji państwowej. Czynności swoje sprawowali przy pomocy utworzonych na nowo urzędów miejskich i wojewódzkich. Urzędy te przejęły strukturę i funkcje prezydiów, które odtąd zajmowały się organizacją pracy rad narodowych, złożonych z wybieralnych w wyborach powszechnych członków. W skład prezydium wchodzili: przewodniczący rady, jego zastępcy oraz wszyscy przewodniczący stałych komisji. Prezydent miasta stanowił organ wykonawczy i zarządzający MRN. Do zakresu jego obowiązków należał szereg spraw związanych z gospodarką miasta, funkcjonowaniem administracji miejskiej, kulturą, oświatą, życiem społecznym.

### Prezydenci i Przewodniczący Prezydium Miejskiej Rady Narodowej miasta Bydgoszczy
| Data urzędowania          | Osoba                 | Uwagi |
| ------------------------- | --------------------- | --- |
| 24 I 1945 – 23 II 1945    | Roman Borowski        | Tymczasowy prezydent miasta, wybrany przez Tymczasowy Komitet Obywatelski powołany przez aparat polityczny 1 Brygady Pancernej, która zajęła Bydgoszcz w dniach 24–25 stycznia 1945 roku |
| 24 II 1945 – 31 VIII 1945 | Witold Szukszta       | Tymczasowy prezydent miasta wybrany przez Tymczasową Radę Narodową Miasta Bydgoszczy, wybraną na konferencji międzypartyjnej; należał do PPR; prowadził prace organizacyjne magistratu i służb miejskich; pochopnie zatwierdził rozbiórkę Teatru Miejskiego |
| 1 IX 1945 – 6 IX 1949     | Józef Twardzicki      | Ekonomista urodzony w Radomiu; bankowiec i rewident w okresie międzywojennym; inicjator budowy Teatru Polskiego, organizator obchodów 600-lecia nadania Bydgoszczy praw miejskich oraz Pomorskiej Wystawy Przemysłu, Rzemiosła i Handlu w Bydgoszczy (1946); zmuszony do rezygnacji ze stanowiska ze względów politycznych; później bankowiec w Krakowie                             |
| 15 IX 1949 – 9 VII 1971   | Kazimierz Maludziński | Urodzony w Szubinie działacz partyjny i samorządowy; do 31 maja 1950 prezydent miasta, a następnie w wyniku zmiany ustawy o samorządzie terytorialnym – przewodniczący Prezydium Miejskiej Rady Narodowej; realizator rozbudowy Bydgoszczy o nowe osiedla, placówki oświatowe, kulturalne, sportowe; aktywny działacz TMMB; po 1971 r. członek Prezydium Wojewódzkiej Rady Narodowej |
| 9 VII 1971 – 11 VI 1973   | Franciszek Lech       | |
| 11 VI 1973 – 31 I 1982    | Wincenty Domisz       | Prawnik, urodzony na ziemi świeckiej; poprzednio prezydent Inowrocławia (1963–1973); zwolennik rozbudowy miasta o nowe osiedla (Fordon) i arterie komunikacyjne; odwołany ze stanowiska w pierwszych dniach stanu wojennego |
| 5 II 1982 – 21 VIII 1985  | Andrzej Barkowski     | |
| 6 IX 1985 – 30 IV 1990    | Władysław Przybylski  | |

## III Rzeczpospolita od 1990
Po zmianie Konstytucja Rzeczypospolitej Polskiej przez Sejm 8 marca 1990 roku, podstawowym organem samorządowym była rada miejska, wybierana w wyborach bezpośrednich. Organem wykonawczym był zarząd miasta z prezydentem na czele, który był wybierany przez radnych na 4-letnią kadencję.
Po reformie administracyjnej z 1999 roku i kolejnej zmianie ustawy o samorządzie terytorialnym wzrosła rola prezydenta miasta, który jest wybierany na 4-letnią kadencję w wyborach bezpośrednich przez wszystkich mieszkańców miasta, posiadających prawa wyborcze. Pierwsze bezpośrednie wybory prezydenta Bydgoszczy odbyły się w 2002 roku.

## Zobacz też

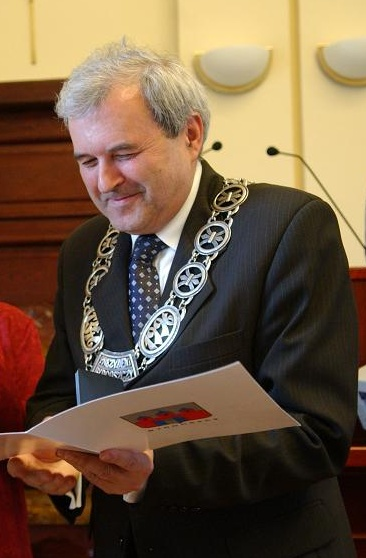
Konstanty Dombrowicz, prezydent Bydgoszczy w latach 2002–2010

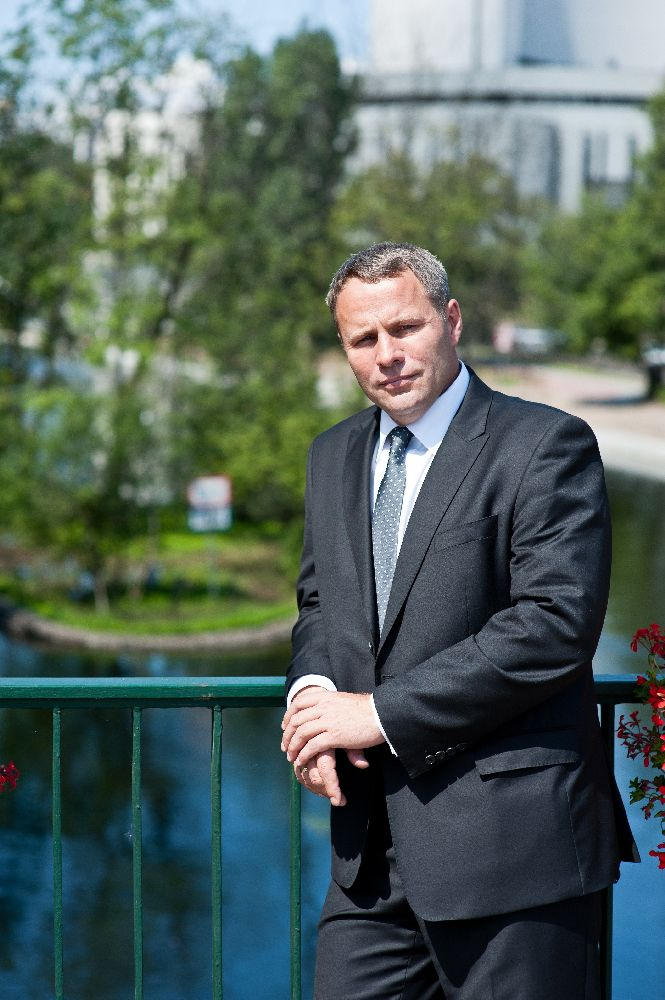
Rafał Bruski, prezydent Bydgoszczy od 2010 roku

### Prezydenci
| Data urzędowania                        | Prezydent            | Zdjęcie | Uwagi |
| --------------------------------------- | -------------------- | ------- | --- |
| 12 czerwca 1990 – 30 stycznia 1991      | Krzysztof Chmara     |         | |
| 1 lutego 1991 – 15 lipca 1994           | Edwin Warczak        |         | Ekonomista urodzony w Bydgoszczy; kierował miastem w okresie transformacji |
| 15 lipca 1994 – 19 lipca 1995           | Kosma Złotowski      |         | Dziennikarz i polityk urodzony w Bydgoszczy; poseł na Sejm III kadencji, senator VI kadencji; związany politycznie z Porozumieniem Centrum (1990–1999) i PiS (od 2002) |
| 25 października 1995 – 3 listopada 1998 | Henryk Sapalski      |         | Ekonomista i polityk urodzony w Tucholi; wicewojewoda bydgoski w I połowie lat 90. XX w.; organizator obchodów 650-lecia nadania praw miejskich Bydgoszczy; za jego kadencji powstały pierwsze w mieście hipermarkety (Makro Cash and Carry, Géant); zainicjowano budowę oczyszczalni ścieków oraz rozpoczęto rewaloryzację Starego Miasta (ulica Długa)                                                                                                |
| 3 listopada 1998 – 22 listopada 2002    | Roman Jasiakiewicz   |         | Prawnik i samorządowiec urodzony w Łodzi; zwolennik rozbudowy miasta i wzrostu jego rangi; za jego kadencji w Bydgoszczy przybyło szereg obiektów (hala Łuczniczka, Multikino, baseny), mostów (Kazimierza Wielkiego, Waleriana Hypszera, św. Antoniego), dróg (ul. Kamienna, ul. Toruńska, ul. Lewińskiego, Węzeł Zachodni, Tesco i Auchan) i urzędów (WSA), uruchomiono Port lotniczy Bydgoszcz; zrewaloryzowano fragment Śródmieścia (ulica Gdańska) |
| 22 listopada 2002 – 14 grudnia 2010     | Konstanty Dombrowicz |         | Dziennikarz urodzony w Ludowicach na ziemi chełmińskiej; wybrany w wyborach bezpośrednich; do większych przedsięwzięć jego kadencji należała przebudowa stadionu Zawiszy, rewitalizacja Wyspy Młyńskiej oraz plany rozwoju Bydgoskiego Węzła Wodnego; powstały duże galerie handlowe: Drukarnia i Focus Mall. Inicjator budowy linii tramwajowej na dworzec główny oraz Trasy Uniwersyteckiej.                                                          |
| Od 14 grudnia 2010                      | Rafał Bruski         |         | Ekonomista i samorządowiec urodzony w Bydgoszczy, poprzednio wojewoda kujawsko-pomorski (2007–2010) |